# 沓掛宿

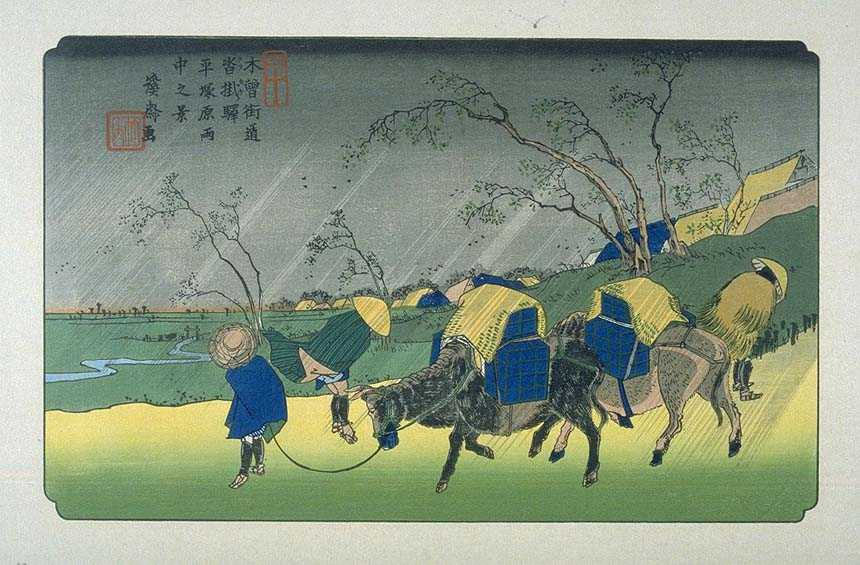
木曽海道六十九次 沓掛（渓斎英泉画）

沓掛宿（くつかけしゅく）は、中山道六十九次のうち江戸から数えて19番目の宿場。
現在の長野県北佐久郡軽井沢町中軽井沢にあたる。
古代の長倉牧の跡とされ、1535年に追分諏訪神社に奉納された大般若経にある「長倉沓懸」が初出。「沓掛」の名は、難所であり荒天時は人も荷も足止めされた碓氷峠の入口であることに由来し、両隣の軽井沢宿および追分宿と共に浅間三宿と呼ばれて栄えた。また、草津温泉に向かう分岐路もあった。甲府藩や小諸藩の領有を経て1716年以後は公儀御料となる。
1875年に借宿村との合併により長倉村、1889年に軽井沢村・峠町などと合併して東長倉村となるが、軽井沢が避暑地として著名となったために1923年の町制施行を機会に軽井沢町と改称した。この間の1910年に信越本線の沓掛駅が開業する。
しかし1951年の大火で町の殆どを焼失したため、往時の様子を伝えるものはほとんど残っていない。その後は1956年に沓掛駅が中軽井沢駅と改称したのを機に地名も中軽井沢と改称、以後別荘地や避暑地として発展している。

## 特徴
天保14年（1843年）の『中山道宿村大概帳』によれば、沓掛宿の宿内家数は166軒、うち本陣1軒、脇本陣3軒、旅籠17軒で宿内人口は502人であった。

## 史跡・みどころ
- 長倉神社 - 境内の裏手に長谷川伸の芝居や映画『沓掛時次郎 遊侠一匹』などで有名な「沓掛時次郎の碑」（「千両万両枉（ま）げない意地も人情絡めば弱くなる浅間三筋の煙の下で男沓掛時次郎」）がある。

## 最寄り駅
- しなの鉄道 中軽井沢駅

## 隣の宿
中山道
軽井沢宿 - 沓掛宿 - 追分宿